# Inhułka
Inułka (ukr. Інгулка) – wieś na Ukrainie, w obwodzie mikołajowskim, w rejonie basztańskim. W 2001 liczyła 2025 mieszkańców.